# Джайлз, Элис
Элис Джайлз (англ. Alice Giles; род. 1961) — австралийская арфистка . Дочь скульптора Розмари Мадиган, внучка полярного исследователя Сесила Мадигана.

## Биография
Училась в Сиднейской консерватории у Джун Лоуни, затем совершенствовала своё мастерство в США у Элис Шалифу и Джудит Либер. В 1982 году выиграла Международный конкурс арфистов в Израиле. Концертировала в США начиная с 1983 года, в дальнейшем также много работала в Европе, в 1990—1998 годах преподавала во Франкфуртской Высшей школе музыки.
Среди записей Джайлз преобладают произведения Карлоса Сальседо и французская музыка (Габриэль Форе, Клод Дебюсси, Морис Равель и др.).
В 2011 году в ознаменование столетия первой австралийской антарктической экспедиции, в которой участвовал её дед, Элис Джайлз отправилась в Антарктиду, чтобы дать концерт на полярной станции Моусон. О событиях этой поездки она рассказывает в специальном блоге.
Вегетарианка.